# Groot Heiveltse Beek
De Groot Heiveltse Beek is een beek die meandert door de baronie Breda in Noord-Brabant. De beek ontspringt in de Chaamse Bossen en hij mondt uit in de Groote Heikantsche Beek.

## Tracé
De beek ontspringt in de Chaamse bossen, niet ver van de iets zuidelijker gelegen Groote of Roode Beek. Daarna kruist de beek de Wildertsebaan en even later stroomt het langs Chaam. Even verder, bij Dassemus, meandert hij door het wandelgebied van Vereniging Natuurmonumenten genaamd de "Chaamse Beek". Hier mondt hij ook uit in de Groote Heikantsche beek. Ook zijn er nog andere beken in het natuurgebied, waaronder de Broeksche Beek.